# Lisbon (Maine)
Lisbon ist eine Town im Androscoggin County des Bundesstaates Maine in den Vereinigten Staaten. Im Jahr 2020 lebten dort 9711 Einwohner in 3728 Haushalten auf einer Fläche von 61,7 km².

## Geographie
Nach dem United States Census Bureau hat Lisbon eine Gesamtfläche von 61,69 km², von der 59,1 km² Land sind und 2,59 km² aus Gewässern bestehen.

### Geographische Lage
Lisbon befindet sich im Süden des Androscoggin Countys, auf der nördlichen Seite des Androscoggin Rivers. Auf dem Gebiet der Town gibt es keine Seen, doch der Sabattus River durchfließt die town vom Norden in südlicher Richtung. Der Little River begrenzt die Town nach Osten und der Sabattus River durchfließt in südlicher Richtung die Town zentral. Vor der Mündung in den Androscoggin River wird er zum Sabattus River Reservoir aufgestaut. Die Oberfläche ist eher eben. Eine höhere Erhebung ist The Ridge. Der Boden ist aus Ton, es gibt kiesige und sandige Lehmböden entlang der Bäche. Ein erheblicher Teil ist mit Kiefern, Hemlocktannen und Fichten bewachsen, auf dem Hochland mit Laubwäldern. Der fruchtbare Boden ist leicht zu kultivieren.

### Nachbargemeinden
Alle Entfernungen sind als Luftlinien zwischen den offiziellen Koordinaten der Orte aus der Volkszählung 2010 angegeben.
- Norden: Sabattus, 2,8 km
- Nordosten: Bowdoin, 11,7 km
- Südosten: Topsham, 13,9 km
- Süden: Durham, 5,7 km
- Westen: Lewiston, 10,7 km

### Stadtgliederung
In Lisbon gibt es mehrere Siedlungsgebiete, Blakes Corner (Blake Corners, Blake’s Corner), Factoryville (ehemaliges Postamt in Lisbon), Higgins Corner, Lisbon, Lisbon Center (ehemals Lisbon Plains), Lisbon Falls, Lisbon Four Corners (ehemaliges Postamt in Lisbon), Little River Village (ehemaliges Postamt in Lisbon Falls), Peppermint Corner und Webster Corner.

### Klima
Die mittlere Durchschnittstemperatur in Lisbon liegt zwischen −6,7 °C (20° Fahrenheit) im Januar und 21,7 °C (71° Fahrenheit) im Juli. Damit ist der Ort gegenüber dem langjährigen Mittel der USA um etwa 10 Grad kühler. Die Schneefälle zwischen Oktober und Mai liegen mit über fünfeinhalb Metern knapp doppelt so hoch wie die mittlere Schneehöhe in den USA. Die tägliche Sonnenscheindauer liegt am unteren Rand des Wertespektrums der USA.

## Geschichte
Von den Indianern wurde der Lisbon Fall Anmecangin, was viel Fisch bedeutet, genannt. Thomas Purchas aus Brunswick hatte im Jahr 1650 ein Haus an diesem Wasserfall. Er fing und trocknete Lachs für den Londoner Markt. Erster Siedler war vermutlich Mr. White, er lebte in einem Blockhaus an der Straße nach Webster Corner. Später kaufte er den Whites Hill. Ursprünglich war Lisbon Teil der Town von Bowdoin. Die Town Lisbon wurde am 22. Juni 1799 unter dem Namen Thompsonborough gegründet, zu Ehren der Familie Thompson aus Topham, denen große Teile des Gebietes gehörten, welches ursprünglich unter dem Namen Little River Plantation bekannt war. Der Name wurde am 20. Februar 1802 in Lisbon geändert. Little River Plantation, heute Lisbon Falls, war Teil eines Ankaufs, es lag zwischen Gore, Androscoggin, Sabattus und weiteren kleinen Flüssen und wurde nach Lissabon 1808 zur Town Lisbon gegeben. Im Jahr 1840 wurde ein Teil des Gebiets im nördlichen Teil für die Bildung einer neuen Town mit dem Namen Webster (Sabattus) abgetrennt.
Im Jahr 1799 wurde eine erste Fähre oberhalb Bend Island von John Dean in Betrieb genommen. 1810 wurde eine unterhalb der Insel eingerichtet. Beide waren bis 1817 in Betrieb. Zu diesem Zeitpunkt wurde eine Brücke gebaut. Diese wurde zweimal weggetragen und seit 1846 ist eine Fähre in Betrieb.
Neben der Landwirtschaft gab es in der Town Sägewerke und Getreidemühlen, welche mit Wasserkraft aus den Bächen betrieben wurde. Später kamen Ziegeleien hinzu und auch Textilherstellung. Im Jahr 1864 wurde eine Mühle zur Wollproduktion gebaut. Dies blieb sie, bis sie im Jahr 1987 abbrannte.

### Einwohnerentwicklung
| Volkszählungsergebnisse – Town of Lisbon, Maine | Volkszählungsergebnisse – Town of Lisbon, Maine | Volkszählungsergebnisse – Town of Lisbon, Maine | Volkszählungsergebnisse – Town of Lisbon, Maine | Volkszählungsergebnisse – Town of Lisbon, Maine | Volkszählungsergebnisse – Town of Lisbon, Maine | Volkszählungsergebnisse – Town of Lisbon, Maine | Volkszählungsergebnisse – Town of Lisbon, Maine | Volkszählungsergebnisse – Town of Lisbon, Maine | Volkszählungsergebnisse – Town of Lisbon, Maine | Volkszählungsergebnisse – Town of Lisbon, Maine |
| Jahr                                            | 1800                                            | 1810                                            | 1820                                            | 1830                                            | 1840                                            | 1850                                            | 1860                                            | 1870                                            | 1880                                            | 1890                                            |
| ----------------------------------------------- | ----------------------------------------------- | ----------------------------------------------- | ----------------------------------------------- | ----------------------------------------------- | ----------------------------------------------- | ----------------------------------------------- | ----------------------------------------------- | ----------------------------------------------- | ----------------------------------------------- | ----------------------------------------------- |
| Einwohner                                       |                                                 | 1614                                            | 2240                                            | 2423                                            | 1532                                            | 1495                                            | 1376                                            | 2014                                            | 2641                                            | 3120                                            |
| Jahr                                            | 1900                                            | 1910                                            | 1920                                            | 1930                                            | 1940                                            | 1950                                            | 1960                                            | 1970                                            | 1980                                            | 1990                                            |
| Einwohner                                       | 3603                                            | 4116                                            | 4091                                            | 4002                                            | 4123                                            | 4318                                            | 5042                                            | 6544                                            | 8769                                            | 9457                                            |
| Jahr                                            | 2000                                            | 2010                                            | 2020                                            | 2030                                            | 2040                                            | 2050                                            | 2060                                            | 2070                                            | 2080                                            | 2090                                            |
| Einwohner                                       | 9077                                            | 9009                                            | 9711                                            |                                                 |                                                 |                                                 |                                                 |                                                 |                                                 |                                                 |

## Kultur und Sehenswürdigkeiten

### Bauwerke
In Lisbon wurden fünf Gebäude unter Denkmalschutz gestellt und ins National Register of Historic Places aufgenommen:
- Cushman Tavern, aufgenommen 1979, Register-Nr. 79000125
- Farwell Mill, aufgenommen 1985, Register-Nr. 85001260
- Lisbon Falls High School, aufgenommen 2007, Register-Nr. 07001150
- St. Cyril and St. Methodius Church, aufgenommen 1977, Register-Nr. 77000061
- Shiloh Temple, aufgenommen 1975, Register-Nr. 75000203

## Wirtschaft und Infrastruktur

### Verkehr
In Lisbon Falls kreuzen die nordsüdlich verlaufende Maine State Route 125 und die westöstlich verlaufende Maine State Route 196. Von ihr zweigt leicht westlich von Lisbon Falls in nördliche Richtung die Maine State Route 9 ab. Die Bahnstrecke Brunswick–Farmington hat eine Haltestelle in Lisbon.

### Öffentliche Einrichtungen
In Lisbon befindet sich das Lamp Nursing Home.

### Bildung
Das Lisbon School Department betreut vier öffentliche Schulen. Zu diesen gehören die Lisbon Community School Mit Klassen von Pre-Kindergarten bis zum 5. Schuljahr. Die Philip W. Sugg Middle School bietet Schulklassen vom 6. bis zum 8. Schuljahr. Zudem die Lisbon High School für die Schulklassen bis zum 12. Schuljahr. Zusätzlich die Gartley Street School.
In Lisbon Falls befindet sich die Lisbon Library.

## Persönlichkeiten

### Söhne und Töchter der Stadt
- Yvon Chouinard (* 1938), Extrembergsteiger und Unternehmer
- Greg Moore (* 1984), Eishockeyspieler